# Lockheed S-3 Viking

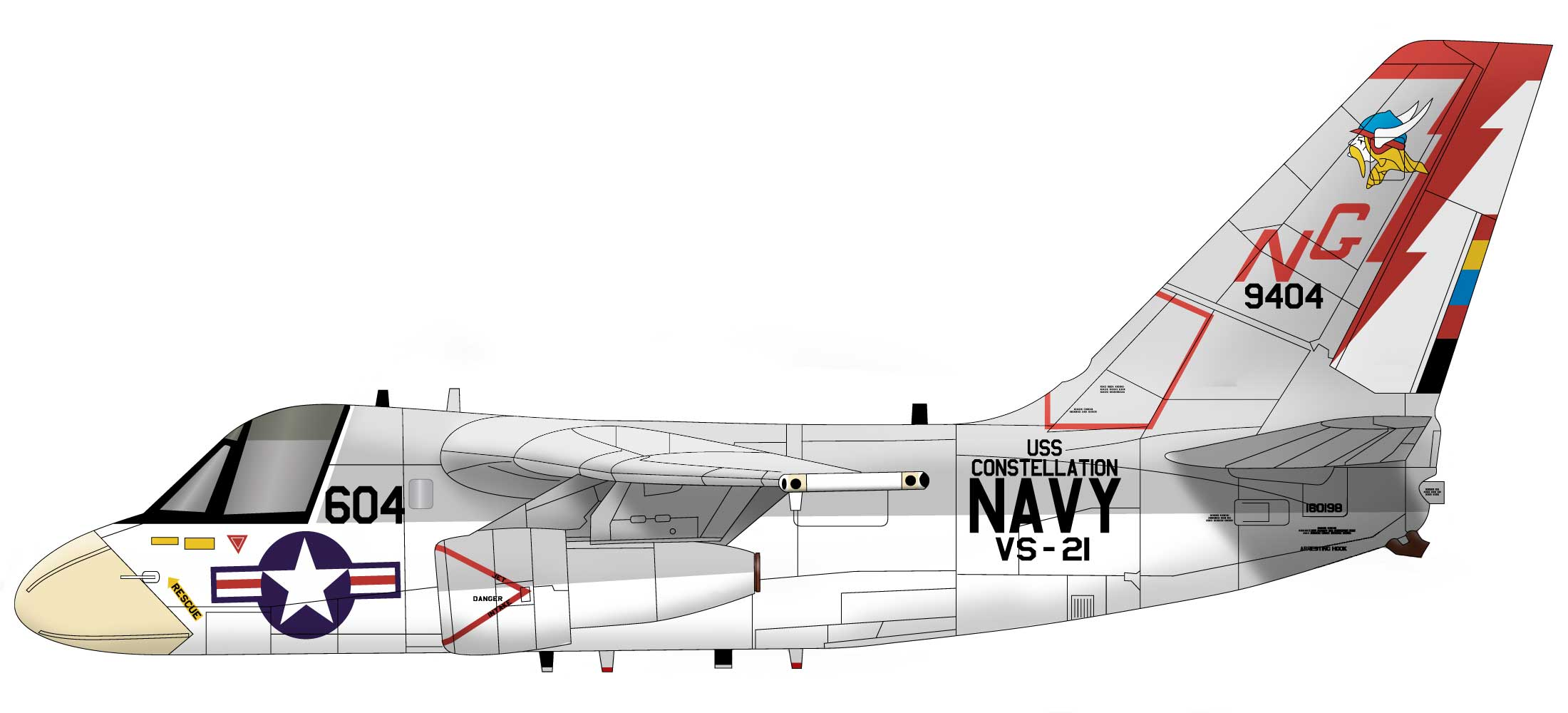
Rappresentazione grafica di un S-3A Viking del VS-21 della U.S. Navy.

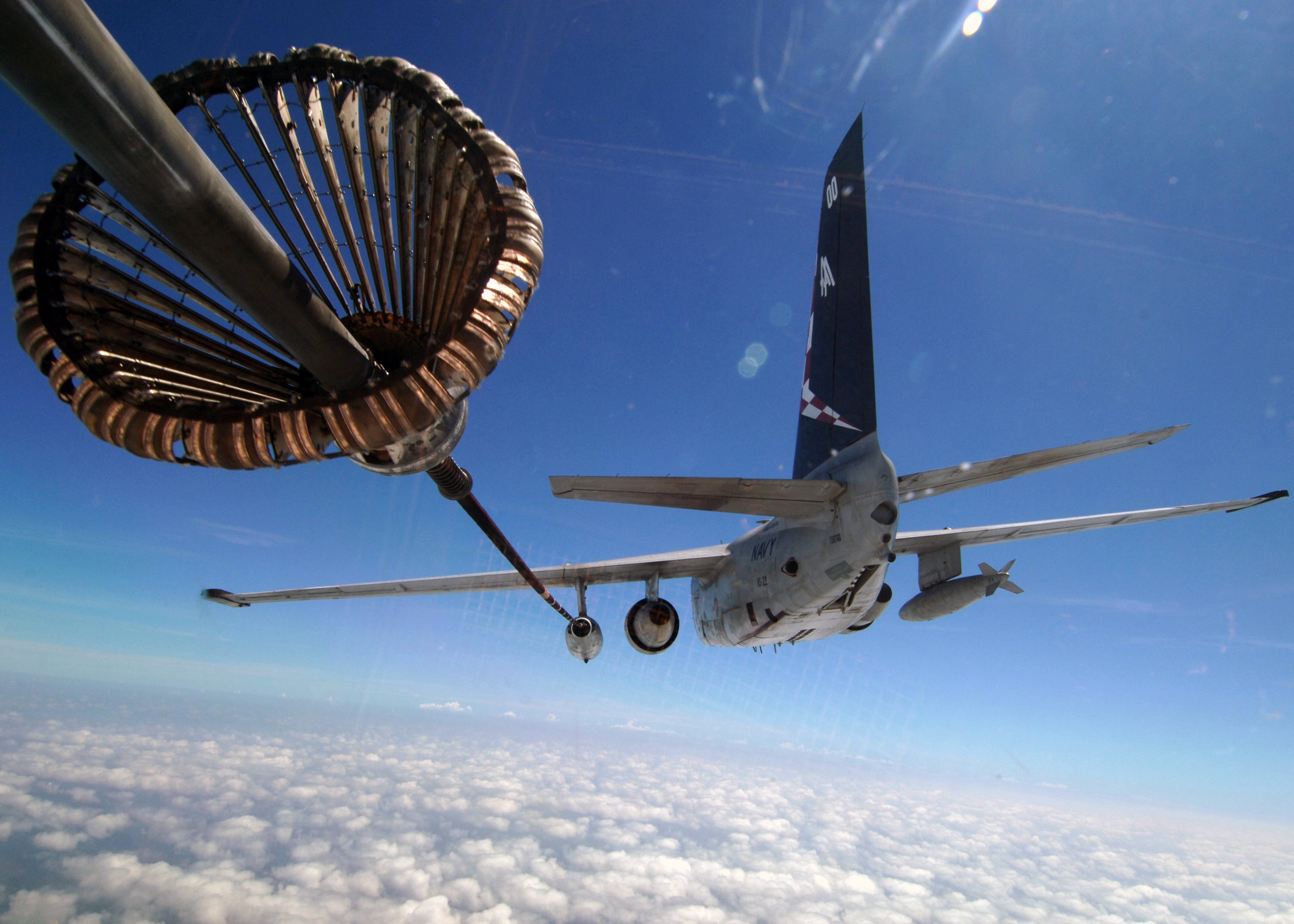
Un S-3 rifornisce in volo un altro aereo

Il Lockheed S-3 Viking è un bimotore a getto quadriposto da pattugliamento marittimo prodotto dalla Lockheed Corporation all'inizio degli anni settanta. Impiegato inizialmente dalla United States Navy come aereo imbarcato su portaerei specializzato nella lotta antisommergibile, verso la fine degli anni novanta, nella sua versione S3-B, cambiò profilo di missione, venendo utilizzato principalmente nel ruolo antinave e aereo per il rifornimento in volo. Il Viking forniva anche una capacità di guerra elettronica e ricognizione ai gruppi di battaglia che lo avevano in dotazione. Per il suono caratteristico dei motori, viene soprannominato dai suoi equipaggi "hoover", come la famosa marca di aspirapolvere.
Gli S-3 sono stati ritirati dalla U.S. Navy dall'impiego operativo di prima linea nel gennaio 2009, sostituiti nel ruolo da altri tipi di piattaforme, quali P-3C Orion, SH-60 Seahawk e l'F/A-18E/F Super Hornet. Alcuni esemplari continuano a volare con lo Air Test and Evaluation Squadron THREE ZERO (VX-30) presso la NAS Point Mugu in California per la sorveglianza del poligono e un singolo esemplare è utilizzato dalla National Aeronautics and Space Administration (NASA) presso il Glenn Research Center.

## Storia

### Sviluppo
A metà degli anni '60 la US Navy decise di sostituire i Grumman S-2 Tracker come aereo anti-sommergibile imbarcato nelle portaerei. Nel mese di agosto del 1968 un team guidato da Lockheed e Convair/Grumman iniziò a sviluppare un aeromobile con queste caratteristiche. La Lockheed, avendo poca esperienza nel settore, incaricò la Ling-Temco-Vought di sviluppare le ali pieghevoli, le gondole del motore e il carrello d'atterraggio. Il 4 agosto 1969 il progetto della Lockheed vinse il concorso e furono ordinati otto prototipi (serie YS-3A). Il primo prototipo volò il 21 gennaio 1972 e il Lockheed S-3 entrò in servizio nel 1974. Durante il periodo di produzione furono costruiti 186 S-3A. La maggior parte di questi è stata aggiornata alla versione S-3B e 16 aerei convertiti in ES-3A Shadow per svolgere missioni ELINT (spionaggio elettronico).

### ES-3A Shadow
Il Lockheed ES-3A Shadow è un aereo subsonico progettato per sorveglianza elettronica (ELINT). Rispetto al S-3 sono state aggiunge numerose antenne. Lo Shadow ha sostituito il EA-3B Skywarrior.

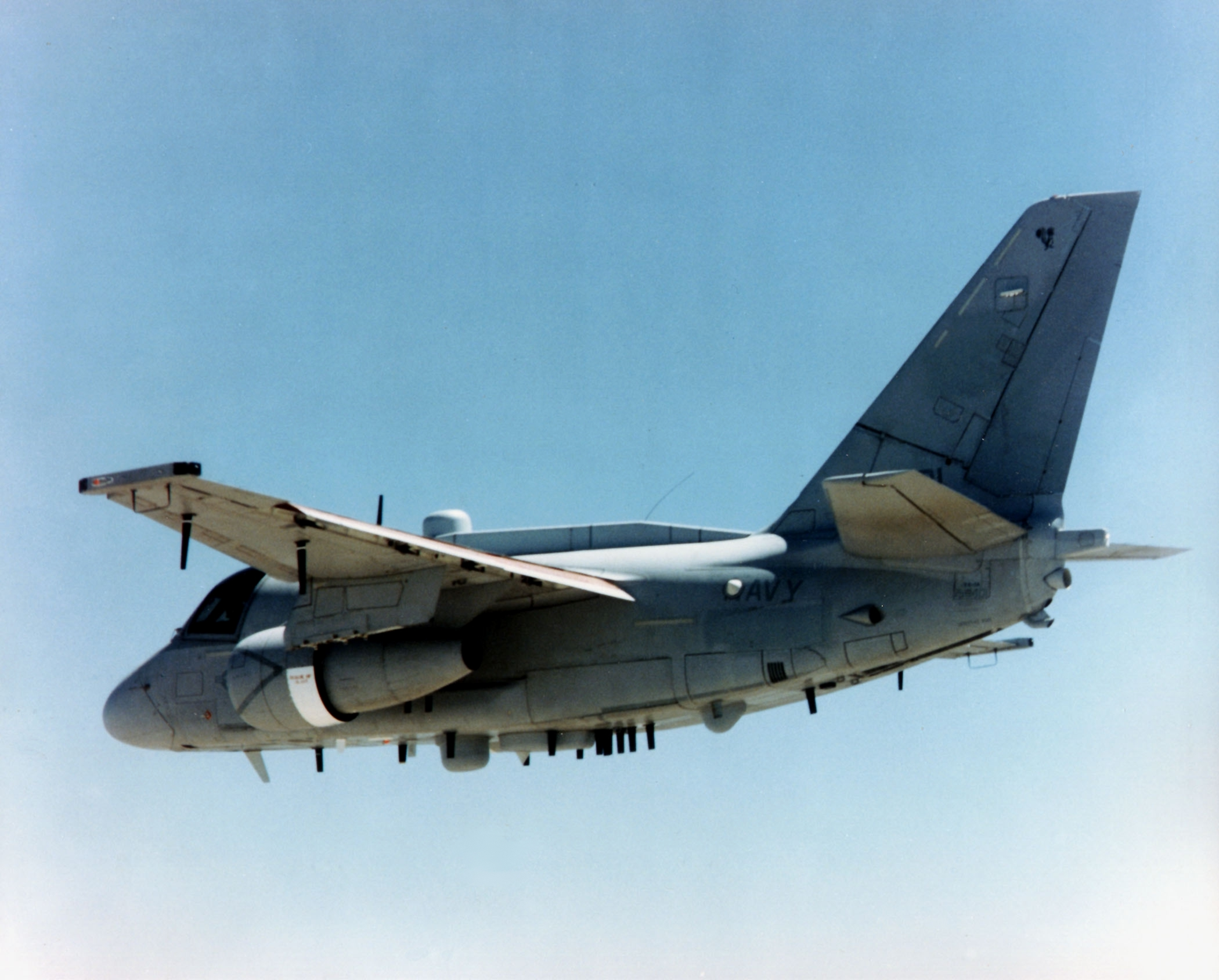
ES-3A in volo.

L'ES-3A ha una dotazione completa di sensori elettronici e di comunicazione che vanno a sostituire quelli anti-sommergibile. Queste modifiche hanno portato ad una riduzione della sua velocità massima che passa da 450 a 405 nodi ma non ha avuto impatto sui consumi di carburante o sull'autonomia.

## Sviluppo
Il Lockheed S-3 è un aereo convenzionale ad ala alta a sbalzo con angolo di 15°. I due TF-34GE montati in gondole sotto le ali assicurano un'ottima accelerazione e un lungo raggio di azione.
Il velivolo può trasportare 4 membri dell'equipaggio, il pilota e il copilota come co-coordinatore tattico (COTAC) nella parte anteriore della cabina e il coordinatore tattico (TACCO) e l'operatore dei sensori (SENSO) nella parte posteriore. Il ruolo anti-sommergibile del velivolo finì nel 1990 e l'operatore dei sensori venne rimosso dall'equipaggio di volo.
Tutte le superfici di controllo dell'aereo sono controllate da doppi sistemi idraulici e in caso di avaria possono essere controllati manualmente tramite il Emergency Flight Control System che però aumenta notevolmente lo sforzo dei piloti sulla barra di comando in quanto i comandi di volo non sono più mossi idraulicamente ma manualmente. A differenza di altri aerei simili, gli S-3 hanno a disposizione una unità ausiliaria di potenza (in gergo tecnico, APU) che provvede ad alimentare i sistemi elettrici ed idraulici anche quando non c'è supporto a terra per avviare i motori e l'impianto di climatizzazione. Tutti i membri dell'equipaggio sono seduti su seggiolini eiettabili con una partenza ritardata di 0.5 secondi dei sedili anteriori rispetto a quelli posteriori per consentire una separazione sicura.
Al momento dell'entrata in linea, l'S-3 introdusse un livello di integrazione tra i sistemi senza precedenti tra gli aerei anti-som. Infatti, il Lockheed P-3 Orion e il Grumman S-2 Tracker avevano una strumentazione separata per ogni sistema e per ciascuno dei sensori. Inoltre, gli operatori erano spesso costretti ad annotare i dati su fogli di carta a scorrimento. Invece, nell'S-3 tutti i sistemi e i sensori erano raccolti in un unico display per ogni operatore e l'equipaggio poteva controllare anche vari sistemi contemporaneamente.
L'aereo ha due punti di attacco subalare che possono essere utilizzati per trasportare serbatoi di carburante, bombe a grappolo, missili o razzi. Ha anche 4 posti nelle stive interne per trasportare bombe, siluri e armi nucleari (B57 e B61). Per la difesa attiva e passiva l'S-3 è dotato di un sistema di contromisure (ALE-39) e può trasportare fino a 90 cicli di chaff e flares. In coda è installato un MAD (rilevatore di anomalie magnetiche) retrattile. Quando nel 1990 l'S-3 finì la vita operativa come aereo anti-sommergibile il MAD venne rimosso assieme a diverse centinaia di chili di elettronica.

## Vita Operativa

### S-3
Il 20 febbraio 1974, l'S-3A è diventato ufficialmente operativo con l'Air Antisubmarine Squadron FORTY-ONE alla NAS North Island, California. I primi S-3 imbarcati vennero imbarcati nel 1975 sulla portaerei USS John F. Kennedy con la VS-21 "Fighting Redtails". A partire dal 1987, alcuni S-3A sono stati aggiornati alla versione S-3B con l'aggiunta di nuovi sensori, avionica e sistemi d'arma, tra cui la possibilità di lanciare missili anti-nave AGM-84 Harpoon. La versione S-3B poteva essere dotata di serbatoi esterni per permettere all'S-3 di rifornire altri aerei. Nel 1988 la VS-30 è stata la prima squadriglia a ricevere la nuova versione del Viking.
16 S-3A invece, sono stati convertiti in ES-3A Shadow. Altri 6 aerei sono stati convertiti in US-3A per il carico COD (trasporto di posta, pezzi di ricambio, personale, ecc. da e verso navi militari, specialmente portaerei).
Con il crollo dell'Unione Sovietica e la rottura del Patto di Varsavia, la minaccia di un attacco sottomarino sovietico-russo precipitò considerevolmente, ed a molti S-3 venne tolta la parte elettronica per la lotta anti-sommergibile. Le missioni del velivolo successivamente diventarono di ricerca in superficie, attacco al suolo e rifornimento aereo. Per questo, l'equipaggio diventò di due membri, il pilota e il copilota.
Prima della fine della vita operativa gli S-3 subirono un aggiornamento per l'uso a bordo delle portaerei con l'installazione del CAINS II (Carrier Airborne Inertial Navigation System II) che ha sostituito il vecchio sistema composto da giroscopi laser, di ulteriori GPS, del sistema Maverick (MPS), la possibilità di lanciare bombe a guida laser o AGM-65F
L'S-3B ha partecipato alla Guerra del Golfo, alle Guerre Jugoslave e all'operazione Enduring Freedom

### ES-3A Shadow
Il primo ES-3A Shadow venne consegnato nel 1991 entrando in servizio dopo due anni di test. L'ES-3A Shadow operò principalmente sulle portaerei offrendo supporto per i comandanti di gruppo e di teatro congiunto. Oltre al ruolo di ricognizione sono stati largamente utilizzati come aero-rifornitori.
Nel 1999 entrambi gli squadroni e tutti i 16 aeromobili vennero dismessi dall'inventario.

### Pensionamento
L'ultimo aereo è stato dismesso il 29 gennaio 2009 presso la Squadriglia VS-22. Nel Giugno del 2010 il primo dei tre aerei per pattugliare il Pacific Missile Test Center venne consegnato con qualche aggiornamento come un radar moderno, un pod LANTIRN e un'autonomia di ben 10 ore.

### Sviluppi Futuri
La Corea del Sud ha manifestato la volontà di acquistare fino a 18 S-3 per ampliare la propria flotta di 16 P-3 Orion. L'aereo avrebbe il vantaggio di poter essere utilizzato anche da una futura portaerei sud-coreana. Se la Sud-Korea acquistasse gli S-3 sarebbe il primo partner straniero per il velivolo. Nell'aprile del 2014 la Lockheed Martin ha annunciato che sarebbe disponibile a rigenerare 35 S-3 per sostituire i Grumman C-2A ormai troppo vecchi. La nuova versione si dovrebbe chiamare semplicemente C-3.

## Teatri Operativi

### Guerra in Iraq
Nel marzo del 2003 durante l'Operazione Iraq Freedom un S-3B pilotato da Richard McGrath Jr decollato dalla portaerei USS Constellation sparò un missile a guida laser Maverick neutralizzando un importante bersaglio navale nella città di Bassora. Questa è una delle poche volte in cui un S-3B è stato impiagato in un'offensiva. La prima volta di un S-3 impiegato in combattimento fu durante l'Operazione Desert Storm, quando un aereo della VS-24, decollato dalla USS Theodore Roosevelt (CVN-71) attaccò un sito iracheno con un missile Silikworm.

## Versioni
- S-3A Prima versione, 187 aerei costruiti
- S-3B Serie con avionica aggiornata, radar AN-APS-137, possibilità di lancio di AGM-84 Harpoon. Primo volo il 13 settembre 1984. Furono convertiti 119 S-3A
- ES-3A Shadow Serie con capacità ELINT. Primo volo il 15 maggio 1991. Furono convertiti 16 S-3A
- US-3A S-3A modificato per trasporto COD

## Utilizzatori

### Governativi
Stati Uniti
- NASA

1 S-3B ex US Navy ricevuto nel 2004 ed utilizzato per ricerche sulle comunicazioni in volo.

### Militari
Stati Uniti
- United States Navy

## Apparizioni nei media
Il Viking appare nel film del 1980 Countdown dimensione zero, tra gli aerei imbarcati della portaerei americana USS Nimitz.